# Tam thiên tự lịch đại văn Quốc âm
Tam thiên tự lịch đại văn Quốc âm (三千字歷代文國音) là một cuốn sách Nôm.
Bản còn giữ được có niên đại xuất bản năm Thiệu Trị thứ 5 (1815), do nhà sư Phúc Điền tổ chức khắc in. Trang đầu của sách có ghi dòng chữ: "Cúc Lâm cư sĩ: Vũ Miên, Nguyễn Lệ, Ninh Tốn, Phạm Khiêm đồng giả".
Vũ Miên là nhà viết sử nổi tiếng thời Lê mạt; Ninh Tốn là nhà thơ có tên tuổi đã đi theo phong trào Tây Sơn; Nguyễn Lệ, Phạm Khiêm cũng đều là danh nhân cuối đời Lê.
Tam thiên tự lịch đại văn Quốc âm là bản dịch Nôm tác phẩm Tam thiên tự lịch đại văn của Từ Côn Ngọc người Trung Quốc, đời Thanh. Tam thiên tự lịch đại văn như tên gọi của nó, là sách dạy chữ Hán, sưu tập tất cả 3000 chữ, được đặt thành 750 câu 4 chữ có vần. Một điều đáng lưu ý là 750 câu này, nội dung gồm những ý nhất quán, sắp xếp theo trình tự diễn tiến của các đời (lịch đại) từ Bàn Cổ đến nhà Thanh (Trung Quốc. Vì thế, có thể coi đó là một bản tóm tắt lịch sử Trung Quốc "lời tuy ngắn nhưng sự kiện thì đầy đủ" rất cần thiết đối với các nho sinh "dùi mài kinh sử" trong việc tập luyện, thi cử.
Sách ghi lại 3000 chữ Hán đơn giản có phức tạp có, nhưng hầu hết là những chữ thường gặp, có thể coi như một loại "từ điển" tối thiểu.
3000 chữ này không xuất hiện biệt lập, riêng lẻ như trong các Từ điển thường gặp mà xuất hiện trong các câu 4 chữ, như những đơn vị ngôn ngữ hoàn chỉnh, có nội dung, ý nghĩa gắn với một ngữ cảnh nhất định. Do đó, sách lại bao gồm hàng ngàn đơn vị ở cấp độ từ, nhóm từ, thành ngữ và câu.
Về từ vựng, sách cung cấp một khối lượng khá lớn về thực từ và hư từ, bao gồm những danh từ chỉ các phạm vi khác nhau như thiên văn (thiên, địa, nhật, nguyệt, tinh, vân, phong, vũ…) địa lý (thổ, thủy, hải, giang, khê, cốc…) những tên đất, tên người trong lịch sử (Trung Quốc), chim muông, hoa cỏ, công trình kiến trúc, vật dụng… Một vài ví dụ: về các loại ngọc đều có chữ ngọc ở bên: cầu, lâm, lang, can mã não, pha lê, châu, đại mạo, khuê bích; những hình dung từ chỉ tính chất, thuộc tính như thiên lương, quyệt xương, duật hoàng, kiêu xa, nguy vi, thê lương, bồi hồi, kiều dã… những động từ chỉ động tác, hoạt động như sinh, sáng, kiến, nịch, canh đệ, diễn vọng; các hư từ như: duật, nhung, chỉ, nhĩ nhi… các thành ngữ như "tẫn kê thần sách" (gà mái gáy mãi", "ưng dương Vị khỉ" (chim ưng đất Vị), "thường đảm ngọa tân" (nếm mật nằm gai)… những câu nói về sự kiện lịch sử, hoặc triết lý như "Nịch Đát hạnh Kỷ" nói việc vua Trụ say mê Đát Kỷ, câu "Ly cúc vịnh Tiềm" nói việc Đào Tiềm vịnh hoa cúc nơi ở ẩn, câu "Bồ Kiện hạc lệ" nói việc Bồ Kiện bị quân Tấn đánh bại… những đơn vị ngôn ngữ tiếng Hán này được chuyển đạt trung thành sang văn Nôm (tiếng Việt thời ấy) trong bản dịch. Do vậy, bản dịch cũng bao gồm hàng ngàn đơn vị ở cấp độ từ, ngữ, câu của tiếng Việt vào cuối thế kỷ XVIII.
Nguyễn Hữu Thận đã nhận xét: "Chọn từ thì cổ nhã, tựa chữ thì sâu rộng" (Lý từ cổ nhã, cách tự hoằng thâm) và "những lời trong Kinh, Sử, Tử, Tập đều có cả" (Kinh Sử Tử Tập chỉ ngôn mị sở bất hữu).
Do những đặc điểm trên, bộ Tam thiên tự lịch đại văn Quốc âm đã được giới trí thức nước Việt chú ý từ rất sớm. Hiện nay Thư viện Viên Nghiên cứu Hán Nôm còn giữ được bộ sách in năm Gia Long thứ 18 (1819). Đây là bản chú giải sách Tam thiên tự lịch đại văn Quốc âm mà người chú giải là Nguyễn Hữu Thận, người hiệu đính là một Cống sĩ tên là Đoàn Bá Trinh.
Bản dịch Nôm hiện còn - cuốn Tam thiên tự lịch đại văn quốc âm tuy khắc in đời Thiệu Trị 5 (1845), nhưng còn giữ lại được khá nhiều chữ Nôm thường xuất hiện vào giai đoạn trước đó.
Chẳng hạn: chữ ra ghi là (la); trả (thủ xóc + ba); trước (xa + lược); Sau (xa + lâu); cho (chu); khắp (bộ thủy + lập); tên trong cung tên (tiễn nghĩa là trước); xa trong xa gần ghi là (xa nghĩa là xe); dùng dằng (dụng dựng); vắng vẻ (vĩnh vĩ)… các từ cổ như: kiêu lung, lung lao, cát lầm: các cách diễn đạt khá cổ như "nhan sắc não nề", "phép cũ lỗi quên", "thong thả chốn Thù, Tứ" (dịch từ câu thượng dương Thù, Tứ) "khi đất Tức Tân lại dùng dằng" (dịch từ câu Tức Tân bồi hồi).
Mặt khác, nguyên tác Tam thiên tự lịch đại văn chứa đựng nhiều khái niệm triết học cổ, nhiều sự kiện lịch sử. Do phải hạn chế về số chữ (mỗi câu 4 chữ), khắc phục khó khăn về gieo vần, lại phải tránh sự trùng lặp (3000 chữ trong 750 câu không có một trường hợp nào lặp lại), nên nhiều khi phải nói ngược, nói tắt thậm chí có câu rất tối nghĩa. Nguyễn Hữu Thận khi chú giải sách này đã nhận xét là sách có nhiều chỗ trúc trắc, khó hiểu, phải nghiền ngẫm lâu ngày mà chưa chắc đã chú giải đúng. Thế nhưng bản dịch Nôm nhìn chung diễn đạt khá trôi chảy. Người dịch đã nắm bắt được ý đồ diễn tả của nguyên tác, và đã tái tạo lại tác phẩm khá thành công. Như câu:
"Quái hoạch Bào Hy,
Tự tạo Thượng đế".
Nếu một người dịch bình thường sẽ chuyển kết cấu "ngược" trên thành kết cấu thuận và sẽ dịch là:
"Bào Hy vạch ra quẻ (bát quái),
Thượng đế đặt ra chữ".
Nhưng các dịch giả đã dịch là:
Đặt ra quẻ từ vua Bào Hy,
Đặt ra chữ từ vua Thượng đế.
Dịch như vậy là nắm được cái "thần" của câu văn, nắm được lịch sử.
Hay hai câu sau đây nói về vua Nghiêu:
"Nguyên thủ cổ quăng,
Hu phất đô du".
đã dịch thành "Đặt lời ca có câu ‘nguyên thủ’ câu ‘cổ quăng’ điều rằng chẳng nên điều rằng rất chẳng nên, điều rằng nên nghe, điều rằng tiếng rất phải". Chứng tỏ người dịch rất am hiểu lịch sử. Những ví dụ như trên rất nhiều. Từ đó, chúng ta có thể khẳng định một điều: Tam thiên tự lịch đại văn Quốc âm do các học giả uyên bác biên soạn.